# Christian Heldmann

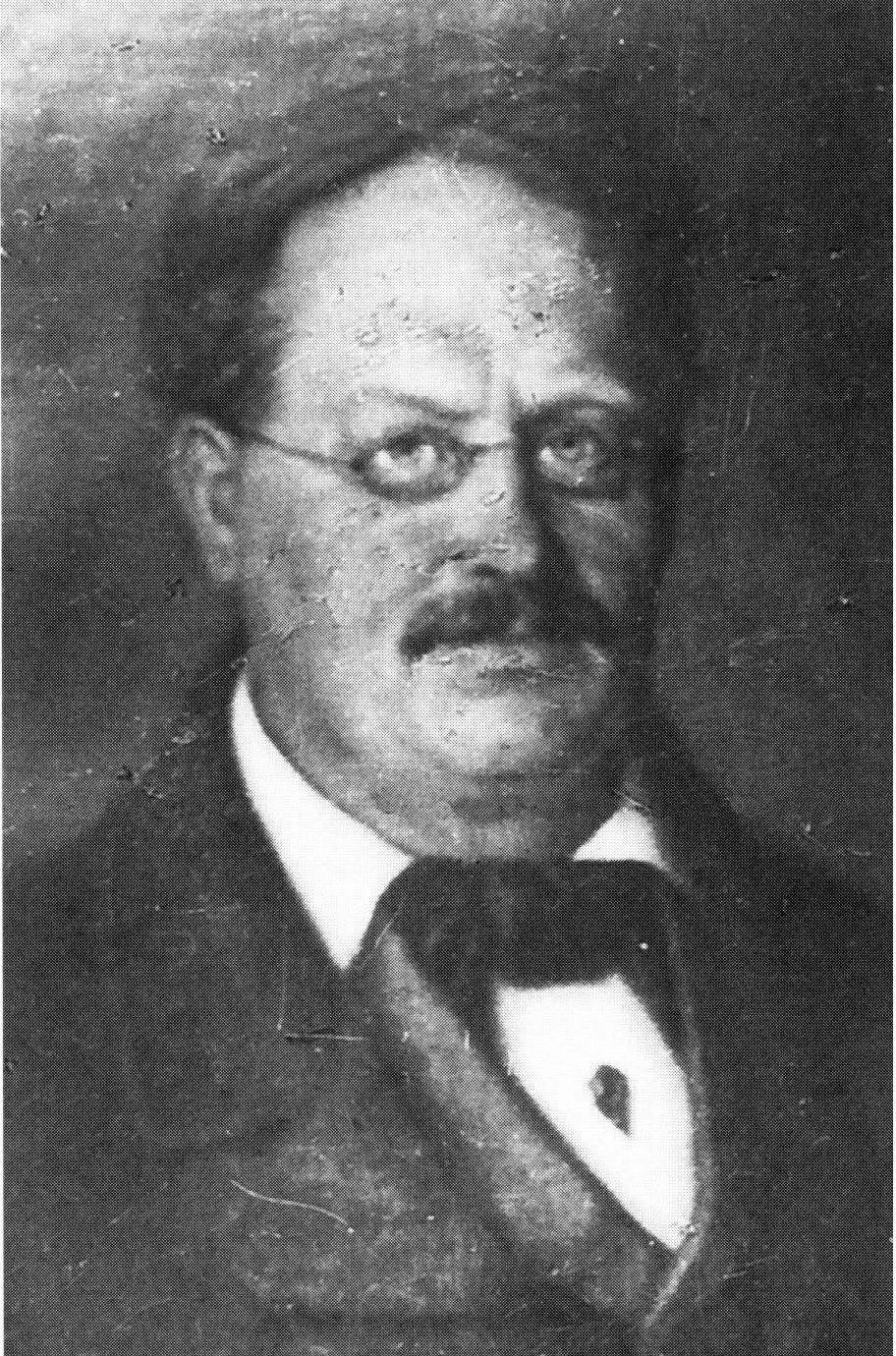
Christian Heldmann

Peter Christian Heldmann (* 13. Oktober 1808 in Frankfurt am Main; † 16. Juni 1866 ebenda) war ein deutscher Arzt und Politiker. 

## Leben
Christian Heldmann besuchte die Musterschule in Frankfurt am Main, ab 1817 das Pädagogium in Marburg/Lahn und erhielt 1826 die Relegation. Er absolvierte von 1826 bis 1827 beim Stadtwundarzt Klingelhöfer eine Chirurgen-Lehre in Marburg und studierte anschließend an der dortigen Universität Medizin und Naturwissenschaften. 1831 war er als anatomischer Prosektor tätig, 1832 beendete er sein Studium mit der Promotion zum Dr. med. und wechselte als Privatarzt bis 1835 zu einem Frankfurter Rentier. In dieser Zeit betrieb er auch botanische Studien. 1836 wurde er praktischer Arzt in Selters und übernahm eine Landwirtschaft.
In Selters stand Heldmann ab 1837 dem Gemeinderat vor. Neben dem Verfassen politischer und wissenschaftlicher Schriften kümmerte er sich um das Vereinsleben in Selters. 1845 wurde er Direktor des Landwirtschaftlichen Vereins des Regierungsbezirks Nidda.
Im Jahr 1847 wurde Heldmann in die Zweite Kammer der Landstände des Großherzogtums Hessen gewählt, wo er bis 1850 der Opposition angehörte. Im Zuge der Märzrevolution 1848 nahm er am 5. März 1848 an der Heidelberger Versammlung der 51 teil, gehörte anschließend dem Vorparlament an und vertrat schließlich ab dem 3. Juni 1848 den neunten Wahlkreis des Großherzogtums Hessen als Abgeordneter in der Frankfurter Nationalversammlung. Zwar wurde die erste Wahl der Wahlmänner in Nidda am 17. Juli 1848 für ungültig erklärt, Heldmann gewann jedoch auch die Nachwahl am 12. September. In der Paulskirche zählte Heldmann zur linken Fraktion Deutscher Hof und gehörte zu den Abgeordneten, die auch nach dem Scheitern der Nationalversammlung noch bis zum 18. Juni 1849 als Rumpfparlament in Stuttgart weiter tagten. Während der Reichsverfassungskampagne im Mai 1849 zählte er zu den Verfassern eines Aufrufs, der die demokratischen Vereine des Vogelsbergs zum bewaffneten Widerstand aufrief. Dies brachte ihm ein Verfahren wegen Hochverrats ein, das jedoch nach einer achtmonatigen Untersuchungshaft 1850 mit einem Freispruch endete.
Von 1851 bis 1866 war Heldmann führendes Mitglied des demokratischen Flügels der Fortschrittspartei.
1856 zog Heldmann nach Neu-Isenburg, wo er bis zu seinem Tod, den er auf einer Reise infolge eines Schlaganfalls erlitt, als Arzt praktizierte.